# إليوتيريو سانتوس
إليوتيريو سانتوس (بالإسبانية: Eleuterio Santos Brito)‏ هو لاعب كرة قدم إسباني، ولد في 9 نوفمبر 1940 في سانتا كروث دي تينيريفه في إسبانيا، وتوفي بنفس المكان في 28 يناير 2008. شارك مع منتخب إسبانيا لكرة القدم. أما مع النوادي، فقد لعب مع ريال سرقسطة ونادي تطيلانو ونادي تينيريفي.

## وصلات خارجية
- إليوتيريو سانتوس على موقع قاعدة بيانات كرة القدم.إي يو (الإنجليزية)
- إليوتيريو سانتوس على موقع قاعدة بيانات كرة القدم.إي يو (الإنجليزية)
- إليوتيريو سانتوس على موقع ناشيونال فوتبول تيمز (الإنجليزية)